# Call of Duty
Call of Duty (дословно — «Зов долга») — серия компьютерных игр в жанре шутера от первого лица, выпускаемая американской компанией Activision. Разработкой игр серии занимались такие студии, как Infinity Ward, Treyarch и Sledgehammer Games. Ранние игры серии, начиная с самой первой игры 2003 года, были посвящены Второй мировой войне; в дальнейшем в рамках серии выходили и игры, действие которых разворачивалось во времена холодной войны, в недалёком будущем, и даже в космосе. Отдельные игры серии, объединённые общим временем действия, связаны друг с другом также повествованием и персонажами.
Многие игры серии получали исключительно высокие оценки критики и получили множество наград, становясь блокбастерами в год выхода. Игры серии, как правило, содержат многопользовательский режим и получали популярность как виды киберспорта в Северной Америке и Западной Европе. На 2021 год общие продажи игр серии превысили 400 миллионов копий; она была включена в Книгу рекордов Гиннесса как самая продаваемая серия шутеров в мире. Это самая успешная по числу проданных копий серия компьютерных игр из числа разработанных в США.

## Игры серии
Жирным шрифтом выделены основные игры серии.
| Год  | Название                                           | Разработчики                      | Платформы               | Платформы                                               | Платформы               |
| Год  | Название                                           | Разработчики                      | Персональные компьютеры | Игровые приставки                                       | Портативные устройства  |
| ---- | -------------------------------------------------- | --------------------------------- | ----------------------- | ------------------------------------------------------- | ----------------------- |
| 2003 | Call of Duty                                       | Infinity Ward                     | Windows, macOS          | PlayStation 3, Xbox 360                                 | N-Gage                  |
| 2004 | Call of Duty: United Offensive                     | Gray Matter Interactive           | Windows, macOS          | —                                                       | —                       |
| 2004 | Call of Duty: Finest Hour                          | Spark Unlimited                   | —                       | PlayStation 2, Xbox, GameCube                           | —                       |
| 2005 | Call of Duty 2                                     | Infinity Ward                     | Windows, macOS          | Xbox 360                                                | Windows Mobile, Java ME |
| 2005 | Call of Duty 2: Big Red One                        | Gray Matter Interactive, Treyarch | —                       | PlayStation 2, Xbox, GameCube                           | —                       |
| 2006 | Call of Duty 3                                     | Treyarch, Pi Studios              | —                       | PlayStation 2, PlayStation 3, Xbox, Xbox 360, Wii       | Java ME                 |
| 2007 | Call of Duty: Roads to Victory                     | Amaze Entertainment               | —                       | —                                                       | PlayStation Portable    |
| 2007 | Call of Duty 4: Modern Warfare                     | Infinity Ward                     | Windows, macOS          | PlayStation 3, PlayStation 4, Xbox 360, Xbox One, Wii   | Nintendo DS, Java ME    |
| 2008 | Call of Duty: World at War                         | Treyarch                          | Windows                 | PlayStation 3, Xbox 360, Wii                            | Nintendo DS, Java ME    |
| 2008 | Call of Duty: World at War – Final Fronts          | Rebellion Developments            | —                       | PlayStation 2                                           | —                       |
| 2009 | Call of Duty: World at War – Zombies               | Ideaworks Gamestudios             | —                       | —                                                       | iOS                     |
| 2009 | Call of Duty: Modern Warfare 2                     | Infinity Ward                     | Windows, macOS          | PlayStation 3, Xbox 360, PlayStation 4, Xbox One        | Nintendo DS, Java ME    |
| 2009 | Call of Duty Classic                               | Infinity Ward, Aspyr Media        | —                       | PlayStation 3, Xbox 360                                 | —                       |
| 2010 | Call of Duty: Black Ops                            | Treyarch                          | Windows, macOS          | PlayStation 3, Xbox 360, Wii                            | Nintendo DS, Java ME    |
| 2011 | Call of Duty: Black Ops — Zombies                  | Ideaworks Gamestudios             | —                       | —                                                       | iOS, Android            |
| 2011 | Call of Duty: Modern Warfare 3                     | Infinity Ward, Sledgehammer Games | Windows, macOS          | PlayStation 3, Xbox 360, Wii                            | Nintendo DS             |
| 2012 | Call of Duty: Black Ops II                         | Treyarch                          | Windows                 | PlayStation 3, Xbox 360, Wii U                          | —                       |
| 2012 | Call of Duty: Black Ops: Declassified              | Nihilistic Software               | —                       | —                                                       | PlayStation Vita        |
| 2013 | Call of Duty Online                                | Activision Shanghai               | Windows                 | —                                                       | —                       |
| 2013 | Call of Duty: Strike Team                          | The Blast Furnace                 | —                       | —                                                       | iOS, Android            |
| 2013 | Call of Duty: Ghosts                               | Infinity Ward                     | Windows                 | PlayStation 3, PlayStation 4, Xbox 360, Xbox One, Wii U | —                       |
| 2014 | Call of Duty: Heroes                               | Faceroll Games                    | Windows                 | —                                                       | iOS, Android            |
| 2014 | Call of Duty: Advanced Warfare                     | Sledgehammer Games                | Windows                 | PlayStation 3, PlayStation 4, Xbox 360, Xbox One        | —                       |
| 2015 | Call of Duty: Black Ops III                        | Treyarch                          | Windows, macOS          | PlayStation 3, PlayStation 4, Xbox 360, Xbox One        | —                       |
| 2016 | Call of Duty: Infinite Warfare                     | Infinity Ward                     | Windows                 | PlayStation 4, Xbox One                                 | —                       |
| 2016 | Call of Duty: Modern Warfare Remastered            | Raven Software                    | Windows                 | PlayStation 4, Xbox One                                 | —                       |
| 2017 | Call of Duty: WWII                                 | Sledgehammer Games                | Windows                 | PlayStation 4, Xbox One                                 | —                       |
| 2018 | Call of Duty: Black Ops 4                          | Treyarch                          | Windows                 | PlayStation 4, Xbox One                                 | —                       |
| 2019 | Call of Duty: Mobile                               | Tencent Games, Timi Studio Group  | —                       | —                                                       | iOS, Android            |
| 2019 | Call of Duty: Modern Warfare                       | Infinity Ward                     | Windows                 | PlayStation 4, Xbox One                                 | —                       |
| 2020 | Call of Duty: Warzone                              | Infinity Ward                     | Windows                 | PlayStation 4, Xbox One                                 | —                       |
| 2020 | Call of Duty: Modern Warfare 2 Campaign Remastered | Beenox                            | Windows                 | PlayStation 4, Xbox One                                 | —                       |
| 2020 | Call of Duty: Black Ops Cold War                   | Treyarch, Raven Software          | Windows                 | PlayStation 4, PlayStation 5, Xbox One, Xbox Series X/S | —                       |
| 2021 | Call of Duty: Vanguard                             | Sledgehammer Games, Treyarch      | Windows                 | PlayStation 4, PlayStation 5, Xbox One, Xbox Series X/S | —                       |
| 2022 | Call of Duty: Modern Warfare II                    | Infinity Ward                     | Windows                 | PlayStation 4, PlayStation 5, Xbox One, Xbox Series X/S | —                       |
| 2022 | Call of Duty: Warzone 2.0                          | Infinity Ward                     | Windows                 | PlayStation 4, PlayStation 5, Xbox One, Xbox Series X/S | —                       |
| 2023 | Call of Duty: Warzone Mobile                       | Digital Legends Entertainment     | —                       | —                                                       | iOS, Android            |
| 2023 | Call of Duty: Modern Warfare III                   | Sledgehammer Games, Infinity Ward | Windows                 | PlayStation 4, PlayStation 5, Xbox One, Xbox Series X/S | —                       |
| 2024 | Call of Duty: Black Ops 6                          | Treyarch, Raven Software          | Windows                 | PlayStation 4, PlayStation 5, Xbox One, Xbox Series X/S | —                       |
| 2025 | Call of Duty: Black Ops 7                          | Treyarch, Raven Software          | Windows                 | PlayStation 4, PlayStation 5, Xbox One, Xbox Series X/S | —                       |

## Игровой процесс
Сюжетный режим игр серии Call of Duty представляет собой линейный шутер от первого лица, где игрок обычно выступает в роли бойца армии какой-либо страны или организации. Как правило в одной игре серии встречается несколько протагонистов, которые меняются по ходу повествования. События игр серии происходят в различных эпохах. Действие хронологически первой миссии в играх серии, начала Советской кампании Call of Duty 2 происходит в 1941 году, действие хронологически последней игры, Call of Duty: Infinite Warfare — в 2180 году. Также игры серии происходят в различных по времени промежутках. Наименьший интервал времени затрагивает сюжетная кампания Call of Duty: Infinite Warfare — 3 дня, наибольший — Call of Duty: Black Ops II с интервалом событий в 39 лет. В отличие от классического варианта выпуска продолжений (когда выпущенная позже игра продолжает или дополняет события предыдущих игр или полностью перезапускает франшизу), игры серии Call of Duty делятся на отдельные подсерии или независимые игры, события которых не являются каноничными друг к другу.
В играх серии представлен широкий выбор огнестрельного оружия: как реально существующих видов оружия (части, действие которых происходит в прошлом или недалёком будущем), так и фантастических. В миссиях сюжетных кампаний игроку дается 2 вида огнестрельного оружия (в подсерии Black Ops и Infinite Warfare перед началом миссии игрок может самостоятельно выбрать свое вооружение, а также модифицировать его), а также один или два вида гранат. Почти во всех играх серии представлена возможность взять оружие убитых противников или союзников. Во всех играх серии, начиная с Call of Duty 2, кроме Call of Duty: WWII и Call of Duty: Black Ops 4, используется система автоматической регенерации здоровья: для восполнения здоровья игроку достаточно отойти в укрытие. Также в играх серии распространены различные «заскриптованные» сцены для придания частям франшизы большей кинематографичности. Во время данных сцен игроку под управление может даваться различная техника или изменяться привычное для жанра управление.
Кроме общих для серии черт, в отдельных играх могут встречаться свои особенности.
Сюжетная кампания в играх серии может быть как однопользовательской, так и кооперативной. Во всех основных играх серии присутствуют уровни сложности. Call of Duty: Black Ops 4 стала первой игрой в основной серии, которая отказалась от традиционной однопользовательской кампании. Взамен его в игре присутствуют обучающие миссии с сюжетными кат-сценами.

### Многопoльзовательский режим
В многопользовательском режиме игроку на выбор предоставляется несколько стандартных для жанра режимов игры: deathmatch, team deathmatch, различные варианты захвата и так далее. Система вооружения полностью идентична таковой в сюжетной кампании: 2 вида оружия (с возможностью модификации и кастомизации в поздних играх серии), а также гранаты. В некоторых играх серии игрок может выбрать перки для своего персонажа. В более поздних играх серии появилась полноценная система прокачки персонажа. Сторонами конфликта в мультиплеере обычно выступают фракции, представленные в сюжетной кампании.

### Кооперативный зомби-режим
Помимо сюжетной кампании и мультиплеера в играх подсерии Black Ops, а также в Advanced Warfare, Infinite Warfare и WWII присутствует кооперативный зомби-режим, рассчитанный на 4 человек. В данном режиме игроки противостоят бесконечным наступающим волнам зомби. Сложность пропорционально увеличивается с каждой волной: увеличивается здоровье и скорость зомби, а также их количество. За устранение каждого зомби, а также за некоторые другие задачи игрокам даются очки, которые они могут потратить на покупку новых видов оружия. Как и в других режимах игроки могут иметь 2 вида оружия, а также гранаты. С некоторой вероятностью из зомби могут выпасть бонусы, которые временно дают определённое усиление. Например, бонус «Мгновенное убийство» позволяет устранять любого зомби с одного попадания.
Изначально игрокам открыта небольшая область карты. Новые области, как и оружие, открываются за очки.

### Кооперативный режим выживания
Данный режим впервые появился в Call of Duty: Modern Warfare 3, а позднее и в Call of Duty: Modern Warfare. Режим представляет собой выживание на многопользовательских картах от волн врагов под управлением искусственного интеллекта. Карты разделены на четыре категории, каждая такая категория является уровнем сложности, и в зависимости от последней, снаряжение игрока и врагов будет лучше. В перерывах между волнами можно покупать и улучшать оружие, закупать перки и взрывчатку, а также вызывать поддержку с воздуха. С каждой последующей волной у врагов может меняться оружие, внешний вид и пропорционально увеличиваться количество здоровья. Иногда на поддержку врагам может прилететь вертолёт с пулемётом или высадиться джаггернаут (враг в сапёрном жилете, пулемётом и большим количеством здоровья).

### Другие режимы
Помимо трёх перечисленных режимов в играх серии встречаются и другие режимы игры. Например, в Call of Duty Black Ops III присутствует режим Free Run, в котором игроки сквозь препятствия, используя систему перемещения игры (бег, подкаты, прыжки, скольжение по стенам), должны добраться до финиша за наименьший промежуток времени.

## История
| 2003 | Call of Duty                     |
| 2004 |                                  |
| 2005 | Call of Duty 2                   |
| 2006 | Call of Duty 3                   |
| 2007 | Call of Duty 4: Modern Warfare   |
| 2008 | Call of Duty: World at War       |
| 2009 | Call of Duty: Modern Warfare 2   |
| 2010 | Call of Duty: Black Ops          |
| 2011 | Call of Duty: Modern Warfare 3   |
| 2012 | Call of Duty: Black Ops II       |
| 2013 | Call of Duty: Ghosts             |
| 2014 | Call of Duty: Advanced Warfare   |
| 2015 | Call of Duty: Black Ops III      |
| 2016 | Call of Duty: Infinite Warfare   |
| 2017 | Call of Duty: WWII               |
| 2018 | Call of Duty: Black Ops 4        |
| 2019 | Call of Duty: Modern Warfare     |
| 2020 | Call of Duty: Black Ops Cold War |
| 2021 | Call of Duty: Vanguard           |
| 2022 | Call of Duty: Modern Warfare II  |
| 2023 | Call of Duty: Modern Warfare III |
| 2024 | Call of Duty: Black Ops 6        |
| 2025 | Call of Duty: Black Ops 7        |

Изначально серия создавалась для персональных компьютеров, позже она стала также выпускаться на игровых консолях и портативных устройствах. Игры серии Call of Duty издаются компанией Activision, а macOS-версии некоторых частей — Aspyr Media. Основные игры серии создаются компаниями Infinity Ward, Sledgehammer Games и Treyarch. Все последние основные игры серии создаются на серии движков IW Engine и имеют трёхлетний срок разработки. В создании прочих версий и изданий игры в различное время участвовали Gray Matter Interactive, Spark Unlimited, Pi Studios, Amaze Entertainment, Rebellion Developments, Raven Software, n-Space, Neversoft и The Blast Furnace с применением большого числа различных технологий.
Оригинальная Call of Duty была разработана компанией Infinity Ward и издана компанией Activision 29 октября 2003 года для платформы Windows. Игра основана на движке Quake III: Team Arena. Тема и игровой процесс Call of Duty похожи на Medal of Honor, которая также состоит из одиночных миссий и кампаний, однако, в отличие от Medal of Honor, войну можно увидеть не только глазами американского солдата, но также советского и британского солдата. Первоначально во время разработки игра не имела официального названия и проходила внутри компании под кодовым именем MOH Killer (в переводе с англ. — «убийца Medal of Honor»), и только позже было выбрано название Call of Duty. 14 сентября 2004 года было выпущено дополнение United Offensive. Через 2 года после выхода первой игры серии состоялся выход Call of Duty 2, которая также была разработана компанией Infinity Ward и выпущена 25 октября 2005 года для Windows и 22 ноября для приставки Xbox 360. Сюжет игры основан на событиях Второй мировой войны и состоит из трёх кампаний, где игроку даётся возможность быть солдатом красной, британской и американской армий. В 2006 году состоялся выход третьей части в серии, которая была разработана компанией Treyarch и выпущена 7 ноября 2006 года для игровых консолей шестого и седьмого поколений. Сюжет игры, как и 2 предыдущих частей, был основан на событиях Второй мировой войны.
5 ноября 2007 года была выпущена разработанная Infinity Ward Call of Duty 4: Modern Warfare — первая игра в подсерии Modern Warfare, события которой разворачиваются не во время Второй мировой войны, а в начале XXI века. Через год вышла Call of Duty: World at War — пятая игра в серии, а также первая игра в подсерии Black Ops, которая была разработана Treyarch и выпущена в 11 ноября 2008 года. 10 ноября 2009 года вышла Call of Duty: Modern Warfare 2 — вторая игра в подсерии Modern Warfare, разработанная компанией Infinity Ward. 25 мая 2010 года Call of Duty 4: Modern Warfare стала первой игрой серии, доступной для покупки в интернет-магазине Xbox Live, что позволило пользователям не покупать её на диске, а, оплатив, скачать на свою консоль. 14 мая 2010 года стало известно, что Activision зарегистрировала доменные имена для возможных будущих серий Call of Duty: Call of Duty: Future Warfare, Call of Duty: Advanced Warfare, Call of Duty: Secret Warfare и Call of Duty: Space Warfare. 9 ноября 2010 года была выпущена Call of Duty: Black Ops, разработанная Treyarch. 10 февраля 2011 года, подводя итоги четвёртого квартала финансового года, Бобби Котик (англ. Bobby Kotick) объявил, что в 2011 году Activision бросит все силы на развитие серии, сменив приоритет с серии Guitar Hero на Call of Duty. 31 мая 2011 года Activision анонсировала услугу Call of Duty Elite, предназначенную для пользователей игр серии Call of Duty. Летом 2011 года услуга была представлена в бета-версии, а тестирование проводилось на интеграции с игрой Call of Duty: Black Ops, а полноценный запуск произошёл совместно с выпуском Call of Duty: Modern Warfare 3, которая была разработана компанией Infinity Ward и выпущена 8 ноября 2011 года. 13 ноября 2012 года состоялся выход Call of Duty: Black Ops II, разработанной Treyarch.
Во второй половине 2012 года появилась информация о том, что игры серии Call of Duty появятся и на мобильных устройствах: мобильные телефоны, планшеты, вероятность подобного события повысилась при официальном заявлении Activision о своём плане развивать свои самые успешные игры и серии игр на мобильных устройствах, отдельно о том, что изучается возможность создания игр серии Call of Duty для мобильных устройств, повторно подчеркнуто представителем Activision в конце апреля 2013 года. Первая игра для мобильных устройств — Call of Duty: Strike Team — вышла 6 сентября 2013 года.
Первой игрой серии, выпущенной для игровых приставок PlayStation 4 и Xbox One стала Call of Duty: Ghosts, разработанная Infinity Ward. Выход игры состоялся 5 ноября 2013 года. 28 февраля 2014 года была прекращена поддержка сервиса Call of Duty Elite (прекращена работа веб-интерфейса и мобильного приложения), статистика осталась доступна в играх, которые поддерживали услугу (Black Ops, Modern Warfare 3 и Black Ops II) Activision объяснила необходимость прекращения предоставления услуги тем, что компания смотрит в будущее, в котором игра и услуги, подобные Call of Duty Elite, постоянно связаны, например, как отдельное мобильное приложение для игроков Call of Duty: Ghosts. Начиная с 2014 года разработка игр серии перешла на трёхлетний цикл, к списку основных студий, включавший Infinity Ward и Treyarch, разрабатывающих игры серии, добавилась компания Sledgehammer Games, а уже 4 ноября 2014 года была выпущена их первая разработанная самостоятельно игра серии — Call of Duty: Advanced Warfare. 6 ноября 2015 года вышла Call of Duty: Black Ops III, разработанная, как и предыдущие игры линейки Black Ops, компанией Treyarch. Black Ops III стала последней игрой серии, выпущенной на игровых приставках PlayStation 3 и Xbox 360; в версиях для данных игровых приставок сюжетная кампания отсутствует. 4 ноября 2016 года была выпущена разработанная Infinity Ward Call of Duty: Infinite Warfare, а также обновлённая версия Call of Duty 4: Modern Warfare для платформ Windows, PlayStation 4 и Xbox One, в составе изданий Legacy Edition и Deluxe Edition, получившая название Call of Duty: Modern Warfare Remastered. В 2017 году данное переиздание стало доступно для покупки отдельно. Выход очередной части, получившей подзаголовок WWII и разработанной Sledgehammer Games, состоялся 3 ноября 2017 года. Игра стала первой игрой в серии с момента выпуска World at War, действия которой разворачиваются во времена Второй мировой войны. Продолжение подсерии Black Ops, разработанное Treyarch, Call of Duty: Black Ops 4 вышло 12 октября 2018 года. 30 мая 2019 года была анонсирована Call of Duty: Modern Warfare — четвёртая основная игра в подсерии Modern Warfare, которая позиционируется, как софт-ребут подсерии Modern Warfare. Выход игры запланирован на 25 октября 2019 года. 10 марта 2020 года состоялся выход Call of Duty: Warzone. 13 ноября вышел приквел к Call of Duty: Black ops II, под названием Call of duty: Black Ops Cold War.

### Спин-оффы
Помимо основной линейки игр было выпущено множество спин-оффов: в 2004 году, после выпуска оригинальной Call of Duty, было выпущено ответвление Call of Duty: Finest Hour для консолей, в 2005 году — ответвление второй части для игровых приставок, получившее название Call of Duty 2: Big Red One, в 2007 году — спин-офф третьей части Call of Duty: Roads to Victory для PlayStation Portable, вместе с World at War в 2008 году вышла Call of Duty: World at War — Final Fronts для PlayStation 2, в 2009 году вышел спин-офф Call of Duty: World at War Zombies для мобильных устройств под управлением iOS, одновременно с Modern Warfare 3 была выпущена Call of Duty Modern Warfare 3: Defiance для Nintendo DS, в 2011 году вышла Call of Duty: Black Ops Zombies — ответвление Call of Duty: Black Ops для iOS и Android, а одновременно с выходом с Black Ops 2 вышла Call of Duty: Black Ops Declassified для PlayStation Vita.
Первой условно-бесплатной игрой во франшизе стала Call of Duty Online — игра, нацеленная на китайский рынок, монетизация в которой происходит за счёт продажи внутриигровых предметов. Разрабатывалась с 2010 года шанхайским подразделением издателя Activision Shanghai и Raven Software. Эксклюзивными правами на управление Call of Duty Online на территории Китая согласно заключённому договору принадлежат компании Tencent. Игра официально анонсирована 3 июля 2012 года, в дебютном трейлере показан игровой процесс на картах из прошлых игр подсерии Modern Warfare. Запуск игры был запланирован на середину 2013 года.Activision не исключает возможность запуска сервиса и на других территориях, но на данный момент не разглашает своих планов. 14 января 2013 года Call of Duty Online вышла в стадию бета-тестирования.В открытое бета-тестирование игра поступила в середине января 2015 года.
В серии также выпущены несколько мобильных игр: Call of Duty: Strike Team — выпущена 5 сентября 2013 года, поддерживает устройства, работающие под управлением операционных систем iOS и Android, активно использует микроплатёжи. Игра не связана с событиями ни одной из прошлых игр серии. Действие происходит в 2020 году. Игра состоит из двух режимов: прохождение кампании (выполнение миссий) и игра на выживание.Игра была разработана студией The Blast Furnace под руководством бывшего сотрудника Rockstar London (разговоры о неясности будущего студии появились в январе 2014 года, а в конце марта 2014 Activision приняла окончательное решение и закрыла The Blast Furnace). Call of Duty: Heroes — разработана Facerole Games и выпущена 26 ноября 2014 года. Как и Strike Team, игра поддерживает устройства, работающие под управлением операционных систем iOS и Android, активно использует микроплатежи. В отличие от других игр серии, игра представляет собой не шутер от первого лица, а онлайн-стратегию в реальном времени, где игроку предстоит застраивать свою собственную базу, создавать войска и обучать героев. Ввиду особого акцента на онлайн-составляющую, игра не имеет сюжетной линии, однако по жанру представляет собой кроссовер, где можно объединять и управлять армиями из героев и юнитов различных игр серии (начиная с Black Ops 2). В игре присутствуют 4 режима: кампания (набор простых миссий без сюжетной завязки), PvP (онлайн-бои с другими игроками), Выживание (оборона базы от зомби) и Испытания (мини-игра с возможностью подзаработать некоторые бонусы и дополнительные ресурсы в данной игре). Call of Duty: Mobile — разработана Tencent Games и Timi Studio Group для мобильных устройств на базе операционных систем Android и iOS. Была выпущена 15 декабря 2018 года для игроков из Китая и Австралии под названием Call of Duty: Legends of War. Игра представляет собой условно-бесплатный шутер от первого лица. Большая часть оружия, снаряжения, карт, персонажей и режимов взято из подсерий Modern Warfare и Black Ops.

## Сюжет

### ПодсерияModern Warfare
Call of Duty 4: Modern Warfare стала первой игрой в серии, которая имеет целостную сюжетную линию, которую продолжают два сиквела. Сюжет основан на противостоянии Великобритании и США с российскими ультранационалистами, начавшими в России гражданскую войну и союзными им исламскими террористами. Сюжет Modern Warfare 2 является прямым продолжением событий игры Call of Duty 4: Modern Warfare, и начинается спустя пять лет. Одиночная кампания предлагает игроку сыграть за нескольких бойцов спецназа и армейских частей. Действие игры разворачивается на фоне войны между Россией и США и происходит в России, на заснеженной военной базе в горах Казахстана, в Бразильских фавелах, в Афганистане, в США и даже на орбите Земли. Modern Warfare 3 продолжает историю с того момента, на котором она закончилась в Call of Duty: Modern Warfare 2 и завершает сюжетную линию с российско-американской войной.
Modern Warfare 2019 года описывалась как «мягкая перезагрузка» трилогии Modern Warfare, а кампания описывалась как схожая стилем миссии «Ни слова по-русски» и, как предполагали, должна была стать «возвращением к виду» оригинального стиля игры Modern Warfare.

### ПодсерияBlack Ops
Действие сюжета Black Ops игры происходит во времена холодной войны. Сюжетная кампания повествует об агенте ЦРУ Алексе Мэйсоне, который противостоит планам советских генералов Драговича и Кравченко. Black Ops 2 является прямым сиквелом Call of Duty: Black Ops. В отличие от оригинальной Black Ops, основные действия игры происходят в будущем, в 2025 году, также некоторые миссии переносят игрока в 1986 и 1989 годы. Сюжетная кампания повествует о Дэвиде Мэйсоне, сыне Алекса Мэйсона, протагониста Black Ops, и борьбе против террористической организации Cordis Die, а также против её главы, Рауля Менендеса. Единственная игра в серии с сюжетными развилками и несколькими концовками. Является частично неканоничной по отношению к Black Ops. Black Ops lll не является прямым сиквелом предыдущих частей серии Black Ops. События сюжета разворачиваются через 40 лет после событий Black Ops II. Сюжетная кампания повествует о противостоянии протагониста и его/её командира Джона Тейлора. Black Ops 4 стала первой игрой в серии без полноценной сюжетной кампании. Действие игры происходит в 2043 году, между событиями Black Ops II и Black Ops III. События Black Ops Cold War разворачиваются между первой и второй частью Black Ops, в начале 1980-х годов. По сюжету игры, для пресечения деятельности советского шпиона Персея был создан отряд под руководством агента ЦРУ Рассела Адлера, куда входят персонажи предыдущих частей Black Ops: Алекс Мэйсон, Фрэнк Вудс и Джейсон Хадсон.

### Остальные
События сюжетной кампании Ghosts происходят в 2017 и 2027 годах и рассказывает о семье Уокеров — братьев Логане и Хэше, которые вступают в ряды «Призраков» противостоя «Федерации», во главе с Рорком, после того, как она решила уничтожить США с помощью ракет «ODIN», напав на космический комплекс. Сюжет Advanced Warfare происходит в 2054—2061 годах и повествуют о солдате Джеке Митчелле, его работе на корпорацию Атлас, а позже — на противостояние ей и её главе, главному антагонисту, Джонатану Айронсу. В сюжетной кампании Infinite Warfare, действие которой происходит с 6 по 8 мая 2080 года, рассказывается о противостоянии Solar Assotiated Treaty Organization (SATO, Земля) и Settlement Defense Front (SDF, Марс), а также протагониста основной части игры Ника Рейеса и главного антагониста, командующего силами SDF, Салена Котча. Действия Call of Duty: WWII происходят во времена конца Второй мировой войны, а именно с 1944 по 1945 год, на европейском театре военного конфликта, в то время, когда союзные войска начали собирать силы на свой марш в Германии. Кампания охватит боевые действия в оккупированных городах Франции, Бельгии и Германии. В одиночной кампании, предстоит играть за солдата 1-й пехотной дивизии: Рональда Дэниэлса, которого большую часть времени будет сопровождать брат по оружию Роберт Цуссман.

## Отзывы и критика

### Популярность и продажи
Call of Duty 2 стала очень популярной игрой во время запуска Xbox 360, продавшись тиражом более, чем 250 тысяч экземпляров за первую неделю. В первый же день продаж Modern Warfare 2 было реализовано более 4 млн копий игры. Таким образом, она установила новый мировой суточный рекорд продаж и оставила позади предыдущего лидера — Grand Theft Auto IV. В начале марта 2012 года в официальном блоге Playstation был опубликован список 10 игр с самым большим количеством держателей платиновых трофеев в них. Игра Call of Duty: Modern Warfare 2 заняла в списке второе место. Следующая игра в серии, Black Ops по продажам обогнала бывшего лидера Call of Duty: Modern Warfare 2. Ещё через год очередная игра в серии, Modern Warfare 3, вновь установила новый мировой рекорд продаж, обогнав показатели Call of Duty: Black Ops.
В основывающемся на опросе игроков списке наиболее популярных игровых серий всех времён, опубликованном в издании Книги рекордов Гиннесса за 2010 год, серия игр Call of Duty заняла второе место, расположившись между серией игр вселенной Halo, получившей 13 тысяч голосов, и серией The Legend of Zelda.
В привязанности к серии Call of Duty в разное время признались
Гильермо дель Торо, назвавший своей любимой игрой Call of Duty: World at War,
основатель услуги Megaupload Ким Дотком, который до своего ареста занимал первую позицию в мировом рейтинге Call of Duty: Modern Warfare 3 по играм в режиме «Каждый сам за себя»,
игрок команды в американский футбол Cincinnati Bengals Чед Очосинко (англ. Chad Ochocinco), сделавший предложение своей девушке, не отрываясь от игры в Call of Duty,
американская актриса Мила Кунис,
британский теннисист Энди Мюррей,
актриса Ким Кардашян.
8 июня 2010 года в рамках фестиваля Game With Fame в Xbox Live, дававшего шанс игрокам со всего света сыграть в любимые игры вместе со знаменитостями, Оззи и Джек Осборн играли в Call of Duty: Modern Warfare 2. Джек во время игры не раз упоминал в общении с игроками, что является давним поклонником серии.
Оглашая финансовые результаты первого квартала 2012 финансового года, Activision сообщила, что месячная аудитория игр серии Call of Duty составляет 40 млн человек.